# Heinzjoachim Franeck
Heinzjoachim Franeck (* 10. Januar 1930 in Görlitz; † 28. April 2021 in Dresden) war ein deutscher Bauingenieur und Hochschullehrer.

## Leben
Heinzjoachim Franeck legte 1948 in Görlitz die Reifeprüfung ab und machte anschließend eine Maurerlehre. Von 1950 bis 1955 studierte er Bauingenieurwesen an der Technischen Hochschule Dresden. Ab 1956 arbeitete er als wissenschaftlicher Assistent am Institut für Mechanik der Bergakademie Freiberg, 1959 wurde er zum Dr. rer. nat. promoviert. Nach seiner Habilitation im Jahr 1969 wurde er zum Hochschuldozenten für das Fachgebiet Kinematik und Dynamik berufen, 1990 wurde er außerordentlicher Professor. Von 1992 bis 1996 lehrte er als Professor für Festkörpermechanik an der Technischen Universität / Bergakademie Freiberg.
2009 veröffentlichte Franeck unter dem Titel ... aus meiner Sicht seine Erinnerungen an die Zeit in Freiberg.

## Ehrungen
- Wissenschaftspreis Stufe 1 der Bergakademie Freiberg (1981 und 1986)
- Julius-Weisbach-Preis der Bergakademie Freiberg (1996)[2]
- Ehrenkolloquium aus Anlass seines 65. Geburtstags (1995)[4]

## Schriften (Auswahl)
- Die Inversion der Torsionsspannungen prismatischer Stäbe in allgemeinen Koordinaten. Dissertation, 1959 OCLC 314636265
- Beitrag zur Stabilität elastischer Schalen. Habilitationsschrift, 1969 OCLC 74080037
- (mit Günter Kämmel und Hans-Georg Recke): Einführung in die Methode der finiten Elemente. 1988 OCLC 310907742
- Starthilfe Technische Mechanik. Ein Leitfaden für Studienanfänger des Ingenieurwesens. 1996 OCLC 75793583
- Klausurtraining Technische Mechanik. 2000 OCLC 76172520
- Eagle-Starthilfe technische Mechanik. Ein Leitfaden für Studienanfänger des Ingenieurwesens. 2004 OCLC 916122237
- …aus meiner Sicht. Freiberger Akademieleben. 2009 OCLC 434516163